# Алтена (Північний Брабант)
Алтена (нід. Altena) — муніципалітет у Нідерландах, у провінції Північний Брабант.
Має площу понад 201 км², що робить його найбільшим за площею муніципалітетом Північного Брабанту.

## Населені пункти муніципалітету
Міста
- Алмкерк
- Веркендам
- Ваудріхем

Села
- Андел
- Бабілоніенбрук
- Вардгейзен
- Вейк-ен-Албург
- Вен
- Ганк
- Гендерен
- Гіссен
- Дронгелен
- Дюссен
- Ейтвейк
- Етен
- Меувен
- Нюендейк
- Рейсвейк
- Слеувейк

Селища
- Вірбаннен
- Еммікговен
- Ківітсвард
- Кілле
- 'т-Занд

## Топографія
Мапа муніципалітету Алтена, 2020

## Визначні мешканці
- Гендрікус Колейн (1869–1944) — Прем'єр-міністр Нідерландів
- Антон Муссерт (1894–1946) — політичний діяч і військовий злочинець
- Маріке Лукас Ріневелд (нар. 1991) — письменник
- Карола Шоутен (нар. 1977) — міністр сільського господарства Нідерландів
- Маріанне Вос (нар. 1987) — велогонщиця